# Fihi Ma Fihi
Il Fihi Ma Fihi o Fīhi Mā Fīhi (persiano: فیه ما فیه), che letteralmente significa È ciò che è o In esso ciò che è in esso, è un'opera in prosa persiana del mistico sufi e poeta iraniano Jalal al-Din Rumi del XIII secolo. Il libro è composto da 72 brevi discorsi.
Questo libro rappresenta una delle prime opere in prosa persiana successive alla cosiddetta rivoluzione letteraria persiana (enghelāb-e adabi). Ancora di più, il libro è diventato un'introduzione al Masnavi. Inoltre, molti concetti del Sufismo vengono qui spiegati in termini semplici.

## Contenuto
Secondo J. M. Sadeghi, il titolo Fihi Ma Fihi compare su una copia datata 1316. Un'altra copia del libro datata 1350 ha invece il titolo Asrar al-jalalieh. Lo stesso Rumi nel quinto volume del Masnavi-i Ma'navi menziona [2] dei dialoghi che
con ogni probabilità si riferiscono proprio a questo libro. Di conseguenza, le copie pubblicate in Iran riportano il titolo Maghalat-e Mowlana.
Si sa poco riguardo al momento della pubblicazione e all'autore del libro. Secondo B. Forouzanfar, curatore della copia più affidabile del testo, è probabile che il libro sia stato scritto da Sultanwalad, il figlio maggiore di Rumi, basandosi su manoscritti e appunti presi da lui o da altri durante le lezioni del padre sul Masnavi-i Ma'navi.
Tuttavia, ne "L'Essenza di Rumi", John Baldock afferma che Fihi Ma Fihi fosse uno dei discorsi di Rumi scritti verso la fine della sua vita. Rumi visse dal 1207 al 1273, quindi Fihi Ma Fihi potrebbe essere stato scritto da lui stesso tra il 1260 e il 1273.